# Série alternée
En mathématiques, et plus particulièrement en analyse, une série alternée est un cas particulier de série à termes réels, dont la forme particulière permet d'avoir des résultats de convergence notables. Une série à termes réels est dite alternée si ses termes sont de signes alternés, c'est-à-dire si elle est de la forme :
{\displaystyle \pm \sum _{i=0}^{+\infty }(-1)^{i}a_{i}}
avec ai des nombres réels positifs.
Le principal critère de convergence concernant les séries alternées permet de montrer que certaines séries alternées non absolument convergentes sont convergentes, notamment la série harmonique alternée :
{\displaystyle 1-1/2+1/3-1/4+1/5-1/6+\dots }
De tels exemples appartiennent à la famille des séries semi-convergentes. Dans ce cas, un théorème de Riemann assure que l'on peut toujours réordonner les termes de la série pour la faire converger vers n'importe quel réel, et même diverger.

## Définitions

### Suite alternée
Une suite {\displaystyle (u_{n})} est dite alternée si :
{\displaystyle \forall n\in \mathbb {N} \quad u_{n}=(-1)^{n}|u_{n}|} ou {\displaystyle \forall n\in \mathbb {N} \quad u_{n}=(-1)^{n+1}|u_{n}|}.
Lorsque la suite est à valeurs non nulles, cette définition équivaut à :
{\displaystyle \forall n\in \mathbb {N} \quad u_{n}u_{n+1}<0}.

### Série alternée
Une série réelle {\displaystyle \sum u_{n}} est dite alternée si la suite {\displaystyle (u_{n})} l'est.
Plus directement : une série alternée est une série de réels {\displaystyle \sum u_{n}} telle que {\displaystyle (-1)^{n}u_{n}} soit de signe constant, c'est-à-dire telle que tous les termes d'indice pair sont positifs et les termes d'indice impair négatifs, ou l'inverse.

## Exemples
- Un exemple classique de série alternée est la série harmonique alternée :{\displaystyle \ln(2)=\sum _{n=0}^{+\infty }{\frac {(-1)^{n}}{n+1}}.}On peut noter que cette série ne converge pas absolument car la série harmonique ne converge pas.
- Un exemple du même type est la formule de Leibniz{\displaystyle {\frac {\pi }{4}}=\sum _{n=0}^{+\infty }{\frac {(-1)^{n}}{2n+1}}.}

## Critère de convergence des séries alternées
Il existe un critère de convergence spécifique aux séries alternées. Ce critère porte parfois le nom de règle de Leibniz, le mathématicien et philosophe Gottfried Wilhelm Leibniz en ayant fourni la première démonstration,.
Ce critère s'accompagne d'un résultat de majoration pour la valeur absolue du reste de la série, qui permet par exemple d'effectuer l'étude du signe de la somme de la série, ou d'écrire un algorithme de calcul approché de cette somme.

### Énoncé
Soit {\displaystyle \sum u_{n}} une série alternée telle que :
- {\displaystyle \forall n\in \mathbb {N} ,\quad \left|u_{n+1}\right|\leq \left|u_{n}\right|} (les termes généraux décroissent en valeur absolue) ;
- {\displaystyle u_{n}\to 0} (le terme général tend vers 0),

alors la série {\displaystyle \sum u_{n}} est convergente et la somme de cette série est toujours encadrée par les sommes partielles successives.
De plus, sous ces hypothèses, chaque reste {\displaystyle R_{n}=\sum _{k=n+1}^{+\infty }u_{k}} : 
- a sa valeur absolue majorée par celle de son premier terme : {\displaystyle |R_{n}|\leq |u_{n+1}|} ;
- est du signe de son premier terme : {\displaystyle R_{n}u_{n+1}\geq 0}.

Remarque. Si la suite {\displaystyle \left(\left|u_{n}\right|\right)} n'est décroissante qu'à partir d'un certain rang {\displaystyle n_{0}}, on conserve la convergence de la série, mais les autres conclusions du théorème ne restent valables que pour {\displaystyle n\geq n_{0}}.

### Démonstration
C'est un cas particulier du test de Dirichlet, lequel se démontre à l'aide de la transformation d'Abel. Donnons-en cependant une démonstration spécifique.
Pour prouver le critère, on note Un la somme partielle d'ordre n de la série. Les hypothèses faites sur les termes généraux donnent successivement, si par exemple les (–1)nun sont tous positifs :
{\displaystyle 0\leq U_{0}\qquad 0\leq U_{1}\leq U_{0}\qquad 0\leq U_{1}\leq U_{2}\leq U_{0}}
et, plus généralement 
{\displaystyle 0\leq U_{1}\leq U_{3}\leq \dots \leq U_{2n+1}\leq U_{2n+3}\leq \dots \leq U_{2n+2}\leq U_{2n}\leq \dots \leq U_{2}\leq U_{0}}.
Ainsi, les suites (U2n) et (U2n+1) sont l'une décroissante, l'autre croissante. Leur différence tend, par hypothèse, vers 0 (les hypothèses sur la série sont en fait équivalentes à l'adjacence de (U2n) et (U2n+1).) Le théorème des suites adjacentes s'applique et montre que ces deux suites convergent vers une limite commune, autrement dit : que la suite (Un) des sommes partielles de la série converge.
Notons U sa limite. D'après les inégalités précédentes, Rn = U – Un est du signe de (–1)n+1 donc de un+1, et |U – Un| ≤ |Un+1 – Un| = |un+1|.

### Exemples
- La série harmonique alternée est la série de terme général{\displaystyle u_{n}={\frac {(-1)^{n}}{n}}.}Elle vérifie toutes les hypothèses du théorème, ce qui montre la convergence de la série, alors qu'elle n'est pas absolument convergente.
- Plus généralement, les séries de Riemann alternées sont l'analogue des séries de Riemann, mais avec une alternance en signe. Elles ont un terme général de la forme{\displaystyle u_{n}={\frac {(-1)^{n}}{n^{\alpha }}}}avec un exposant réel α. 
  - si α ≤ 0, le terme général ne tend pas vers 0 et la série diverge grossièrement
  - si α > 0, les hypothèses du critère sont vérifiées, et la série converge.
Ainsi la série de terme général {\displaystyle {\frac {(-1)^{n}}{\sqrt {n}}}} est convergente, bien qu'elle ne soit pas absolument convergente.
- Un exemple de série alternée à laquelle le critère ne s'applique pas car la suite des valeurs absolues du terme général n'est pas décroissante : la série dont le terme général vaut 1 + 3(–1)n/4n, c'est-à-dire 1/n pour n pair et –1/2n pour n impair. Elle n'est d'ailleurs pas convergente, bien que son terme général tende vers 0.

## Applications du critère

### Détermination de la nature d'une série
Une des hypothèses de la règle de Leibniz, la décroissance, peut être de vérification délicate. Pour de nombreux exemples concrets, il est rare d'appliquer la règle de Leibniz directement. Il arrive souvent qu'elle serve à traiter les premiers termes du développement asymptotique du terme général d'une série numérique. 
Par exemple, considérons la série de terme général {\displaystyle {\frac {(-1)^{n}}{n-n^{1/2}}}} (pour n ≥ 2). Converge-t-elle ?
{\displaystyle {\frac {(-1)^{n}}{n-n^{1/2}}}={\frac {(-1)^{n}}{n}}+O\left({\frac {1}{n^{3/2}}}\right).}
Le critère de Leibniz s'applique au premier terme. Le second terme est le terme général d'une série absolument convergente. Donc, la série converge. Notons qu'un simple équivalent n'aurait pas suffi : on a besoin d'une estimation précise du reste, parfois de pousser le développement asymptotique à plusieurs ordres. Sur cet exemple, cependant, une simple étude de variations de la fonction {\displaystyle x\mapsto x-{\sqrt {x}}} aurait permis d'appliquer directement le critère.

### Algorithme de calcul approché de la somme
Si la règle de Leibniz s'applique, le fait de disposer d'une majoration du reste permet de produire un algorithme de calcul approché de la somme de la série. En effet, dès lors que le majorant du reste {\displaystyle \left|u_{n+1}\right|} est lui-même majoré par ε, on peut affirmer que la suite des sommes partielles est une valeur approchée de la somme de la série à ε près.
L'algorithme pourra donc s'écrire
- Valeur d'entrée : la précision souhaitée ε
- Initialisations {\displaystyle S\leftarrow u_{0},n\leftarrow 0}
- Tant que {\displaystyle \left|u_{n+1}\right|\geq \varepsilon }, ajouter un terme : {\displaystyle S\leftarrow S+u_{n+1}} et ajouter 1 à n.
- Valeur de sortie S

Sur des exemples tels que la série harmonique alternée {\displaystyle \sum _{n=1}^{\infty }{\frac {(-1)^{n}}{n}}}, la convergence est fort lente puisque la majoration du reste conduit à calculer plus de 1/ε termes pour atteindre une précision de ε.